# Medina nigra
Medina nigra là một loài ruồi trong họ Tachinidae.